# Alan Moulder
Alan Moulder (nacido el 11 de junio en 1959 en Boston, Lincolnshire, Inglaterra), es uno de los principales productores de rock alternativo británico. Ha trabajado con artistas como Depeche Mode, Erasure, Elastica, Gary Numan, The Jesus and Mary Chain, Curve y My Bloody Valentine, Lostprophets, Shihad, Ivyrise, Placebo y Suede, así como con artistas estadounidenses como The Killers, Nine Inch Nails, A Perfect Circle, The Smashing Pumpkins, Them Crooked Vultures, Death Cab for Cutie, Yeah Yeah Yeahs, How to Destroy Angels, Interpol y Against Me!.

## Biografía y carrera
La carrera musical de Moulder comenzó en la década de 1980, en los Trident Studios en Londres.
Como asistente de ingeniero, trabajó con productores influyentes como Jean Michel Jarre y desarrolló familiaridad con los sonidos electrónicos y las texturas. Trabajó también con el ingeniero de Trident conocido como Flood, asistió a una de sus sesiones de grabación con la banda The Jesus and Mary Chain. A ellos les agradó la presencia de Moulder en el estudio y lo invitaron a colaborar en el desarrollo de sus sonidos en vivo y en el diseño de su álbum de 1989, Automatic. La producción del álbum fue elogiada por su combinación de guitarra ruidosa que se escucha un tono pulido y la discográfica de la banda, Creation Records, pronto tuvo a Moulder produciendo discos para My Bloody Valentine y Swervedriver.
Después de trabajar en el EP de My Bloody Valentine, Glider y Tremolo, Moulder se acercó simultáneamente a dos
bandas que eran fanes de ese grupo. En 1992, mezcló para The Smashing Pumpkins "Siamese Dream", y para la banda Ride
el álbum Going Blank Again. Luego en 1994, co-mezcló el álbum de Nine Inch Nails "The Downward Spiral".
Su trabajo con Nine Inch Nails lo llevó a la ingeniería de varios álbumes de la discográfica de Trent Reznor, Nothing Records, incluyendo el álbum homónimo de Prick´s y el debut de Marilyn Manson, Portrait of an American Family. En 1995, volvió a colaborar con The Smashing Pumpkins, en coproducción con Flood en el álbum doble Mellon Collie and the Infinite Sadness.
Durante la década de 1990, Moulder también trabajó ampliamente con la banda Curve.
En 1996, trabajó con Moby en "Animal Rights" y con The Cure en Wild Mood Swings, y al año siguiente vuelve a trabajar con Flood, esta vez en el álbum Pop de U2. En 1998 Moulder mezcla Monster Magnet´s Powertrip. En 1999 Moulder y Reznor están juntos en el estudio; Moulder coprodujo, mezcló y diseñó el álbum de Nine Inch Nails aclamado por la crítica The Fragile.
Otro álbum de The Smashing Pumpkins Machina/The Machines of God, seguido en el 2000, un álbum de remezclas de Nine Inch Nails, el debut de A Perfect Circle, Mer de Moms, y con la banda Monster Magnet el álbum God Says No. Alan Moulder ha trabajado con Lostprophets en una canción después del lanzamiento de su disco debut The Fake Sound of Progress.
En 2002, mezcló el álbum debut nominado al Grammy de la banda Yeah Yeah Yeahs, Fever to Tell. Esto marca su primera colaboración con el grupo.
En 2005, Moulder produjo el álbum solista del líder de The Smashing Pumpkins, Billy Corgan, TheFutureEmbrace, junto con otro álbum de Nine Inch Nails, With Teeth, y mezcló el álbum debut de The Killers, Hot Fuss.
En 2006, trabajó con The Killers, una vez más en la coproducción de su segundo álbum, Sam´s Town. El mismo año, mezcló el álbum Ten Silver Drops por Secret Machines. También mezcló el álbum de Saul Williams, The Inevitable Rise and Liberation of NiggyTardust!.
En 2007, trabaja con Nine Inch Nails en el álbum Year zero. Al año siguiente, Moulder produjo y mezcló junto con Atticus Ross y Trent Reznor, el álbum de Nine Inch Nails, Ghosts I-IV y The Slip.
En 2009, mezcló el álbum del mismo nombre de Them Crooked Vultures. 
En 2010, Moulder produjo y mezcló el homónimo debut de la banda How to Destroy Angels, junto con Trent Reznor y Atticus Ross de nuevo. Moulder también mezcla del cuarto álbum homónimo de la banda Interpol. 
En 2011, coprodujo el álbum Ritual de White Lies, también mezcló el disco "Wasting Light" de la banda Foo Fighters.
Para el verano de 2012, Jimmy Page, al no estar conforme con la mezcla estéreo del álbum en vivo de Led Zeppelin, "Celebration Day", llamó a Alan Moulder para que remezclara el audio en estéreo y 5.1. Tuvo tres semanas para hacer todo el trabajo.

## Vida personal
Alan Moulder está casado con la excantante de Curve Toni Halliday.